# SV Caldaro
Le SV Caldaro est un club de hockey sur glace de Caldaro dans le Trentin-Haut-Adige en Italie. Il évolue en Serie A2, le second échelon italien.

## Historique
Le club est créé en 1962.

## Palmarès
Aucun titre.